# Aung San
General Aung San (født 13. februar 1915, død 19. juli 1947) var en burmansk revolutionær, nationalist og general. Han er mest kendt som værende nøgleperson i forhandlingerne om Burmas uafhængighed fra Storbritannien i 1947. Han blev myrdet af rivaler samme år, som uafhængigheden blev en realitet. Han er far til frihedskæmperen Aung San Suu Kyi.
Under felttoget i Burma under 2. verdenskrig kæmpede han først på japansk og siden på britisk side. Aung San er mest kendt for at have forhandlet sig frem til Burmas selvstændighed fra Storbritannien i 1947
Aung Sans forældre var advokat U Phar og Daw Suu, og han blev født i byen Natmauk i distriktet Magwe, som ligger i det centrale Burma. Hans familie var allerede kendt i modstandstandsbevægelsen, som bekæmpede Storbritanniens annektering af landet som en del af Britisk Indien i 1886 . 
Aung San indstiftede Anti-Fascist People's Freedom League i 1944 og blev Burmas leder i 1946 under det britiske styre. Han forhandlede burmansk selvstændighed frem i 1947 men blev dræbt af politiske modstandere før selvstændigheden trådte i kraft.